# Felipa Palacios
Felipa Alicia Palacios Hinestroza (* 1. Dezember 1975 in Bojayá, Chocó) ist eine kolumbianische Leichtathletin, die an drei Olympischen Spielen teilnahm.

## Sportliche Laufbahn
Felipa Palacios gewann bei den Panamerikanischen Spielen 1995 mit beiden Staffeln die Bronzemedaille. Mit der 4-mal-100-Meter-Staffel erreichte sie im gleichen Jahr das Finale der Weltmeisterschaften, in dem die Kolumbianerinnen den siebten Platz in 44,61 Sekunden belegten. 
1999 gewann Palacios bei den Panamerikanischen Spielen in Winnipeg in 23,05 Sekunden die Bronzemedaille im 200-Meter-Lauf hinter Debbie Ferguson von den Bahamas und der Brasilianerin Lucimar Aparecida de Moura. Nachdem Palacios bei ihrem Olympiastart 1996 sowohl mit der Staffel als auch über 200 Meter im Vorlauf ausgeschieden war, erreichte sie 2000 in Sydney jeweils das Halbfinale. Vier Jahre später schied sie bei den Olympischen Spielen 2004 mit der Staffel im Vorlauf aus. 
2005 stellte Palacios sowohl über 100 Meter mit 11,18 Sekunden als auch über 200 Meter mit 22,85 Sekunden ihre persönliche Bestzeit auf. Bei den Weltmeisterschaften 2005 erreichte sie nach zehn Jahren wieder mit der Staffel das Finale. In 43,07 Sekunden belegten Melisa Murillo, Felipa Palacios, Darlenis Obregón und Norma González den sechsten Platz. Palacios, Obregón und González gehörten vier Jahre später auch der Staffel an, die bei den Weltmeisterschaften 2009 in Berlin in 43,43 Sekunden den achten Platz belegte.
Felipa Palacios war 1997 kolumbianische Landesmeisterin über 100 Meter und über 200 Meter. Auf der längeren Strecke konnte sie 1999 und 2000 zwei weitere Titel gewinnen, über 100 Meter gewann sie 2006 ihren zweiten Titel. Bei einer Körpergröße von 1,65 Meter liegt ihr Wettkampfgewicht bei 56 Kilogramm.